# Неводне
Нево́дне (рос. Неводное) — село у складі Михайловського району Алтайського краю, Росія. Входить до складу Ніколаєвської сільської ради.

## Населення
Населення — 229 осіб (2010; 347 у 2002).
Національний склад (станом на 2002 рік):
- росіяни — 94 %